# Troubky-Zdislavice
Troubky-Zdislavice település Csehországban, Kroměříži járásban. Troubky-Zdislavice Morkovice-Slížany, Zborovice, Zdounky, Hoštice és Honětice településekkel határos. Lakosainak száma 422 fő (2024. január 1.).

## Népesség
A település lakosságának változását az alábbi diagram mutatja:
| Lakosok száma | 1059 | 998  | 985  | 846  | 718  | 478  | 464  | 445  | 416  | 422  |
|               | 1869 | 1900 | 1921 | 1961 | 1980 | 2011 | 2016 | 2019 | 2021 | 2024 |